# Bukaty
Bukat – bydło w wieku do 18 miesięcy, intensywnie żywione i przeznaczone na ubój.